# トリブラキディウム

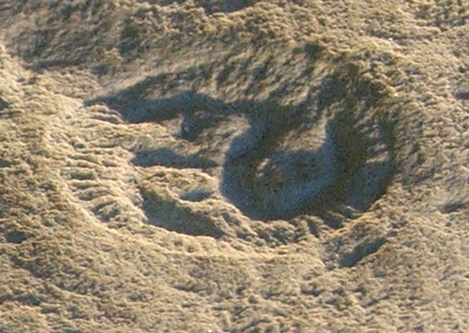
トリブラキディウムの化石

トリブラキディウム (Tribrachidium heraldicum) は、初期エディアカラ動物群の一種。三射状で対称な腕をもった姿で知られる。1959年にマーティン・グレースナーとブライアン・デイリーによって南部オーストラリアで発見され、名づけられた。
トリブラキディウムの化石はニューファンドランド島、ノースウエスト準州、ロシアの白海沿岸の崖、エディアカラの丘（オーストラリア）等の場所で見つかる。最初の化石はエディアカラにて発見された。円形の体をしており、その直径は平均5cm程度である。そして3本の曲がった腕のようなものが体の中心から末端にまで及んでおり、この腕はおそらく空洞になっており、ふくらましたり、しぼませたりできたと推測される。このような三重の対称性というのは動物においてほとんど類がない。ほとんどの動物は2重もしくは放射状に対称となっている。また腕の端からは肉質の梁（恐らく柔軟なフィラメント）が延び、体の残りの部分を形成していた。
多くの先カンブリア時代の化石のように、トリブラキディウムと他の動物との関係はほとんどわかっていない。化石の謎の代名詞としてもよく取り上げられ、この時代の独特な生物の例としてしばしば取り上げられ、さまざまに描写されてきている。例としては、海綿動物、刺胞動物、冠輪動物、棘皮動物、脱皮動物、あるいは脊索動物のステムグループに想定されている左右対称動物の変った一種と考えられたことがある。一部の研究者は、一個の個体ではなく、より大きな生物の吸着器官であると推測している。さらに、そもそも動物ではなく、原生動物か現在では絶滅した界に属する多細胞生物の一種であると捉える研究者もいる。
近年、A. Y. Ivantsov と M. A. Fedonkin はT. heraldicum とその類種を刺胞生物であると定義したが、これは先カンブリア時代のコニュラニアの一種 Vendoconularia の発見と研究によるもので、Ivantsov らは Vendoconularia が六重の対称であることから、三裂動物と関連があるものと見なしている。
三裂の生物には他に Anfesta stankovskii と Albumares brunsae がいずれも白海沿岸で発見されており、トリプラキディウムを含めた3種で Tribrachiidae 族を形成している。
オーストラリア郵便は、2005年4月21日に “Creatures of the Slime” シリーズにおいてトリブラキディウムの50セントの切手を発行した。